# صفيحة الفلبين

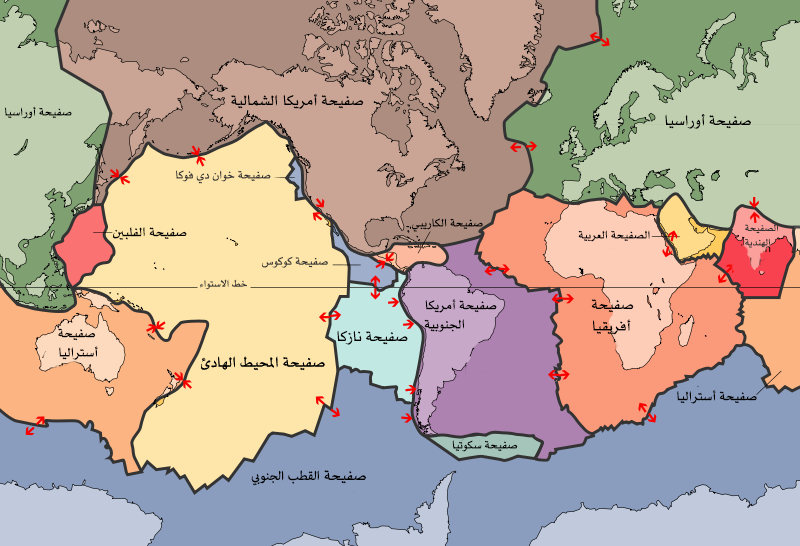
الصفيحة الفلبينية باللون الأحمر الفاتح color.

صفيحة الفلبين (بالإنجليزية: Philippine Sea Plate)‏ هي إحدى الصفائح التكتونية القارية المحيطية تضم كل من أرضية بحر الفلبين حتى شرق الفلبين. معظم صفائح الفلبين، بما في ذلك لوزون الشمالية، هي جزء من الحزام المتحرك الفلبيني [الإنجليزية]، والتي هي من الناحية الجيولوجية والتكتونية منفصلة عن صفيحة بحر الفلبين.
يحد الصفيحة  في الغالب حدود متقاربة: ففي الشمال، تلتقي صفيحة بحر الفلبين بصفيحة أوخوتسك [الإنجليزية] في حوض نانكاى [الإنجليزية]. كما تلتقي صفيحة بحر الفلبين والأمورية [الإنجليزية] وصفيحة أوخوتسك في جبل فوجي في اليابان. تُشكل القشرة السميكة لقوس إيزو-بونين-ماريانا  التي تصطدم باليابان منطقة تصادم إيزو. يشمل الجزء الشرقي من الصفيحة إيزو- أوغاساوارا (بونين) -ماريانا، مما يشكل نظام قوس إيزو-بونين-ماريانا [الإنجليزية]. هناك أيضًا حدود متباعدة بين صفيحة بحر الفلبين وصفيحة ماريانا [الإنجليزية] الصغيرة التي تحمل جزر ماريانا. إلى الشرق، تندس صفيحة المحيط الهادئ تحت صفيحة بحر الفلبين عند خندق إيزو أوغاساوارا [الإنجليزية].
إلى الجنوب ، تحد صفيحة بحر الفلبين صفيحة كارولينا [الإنجليزية] وصفيحة رأس الطير [الإنجليزية].
إلى الغرب ، تندس  الصفيحة  تحت الحزام المتحرك الفلبيني [الإنجليزية] في خندق الفلبين وخندق لوزون الشرقي.
إلى الشمال الغربي، تلتقي الصفيحة بتايوان وجزر نانسي علىصفيحة أوكيناوا [الإنجليزية]، وجنوب اليابان على hgصفيحة hgأمورية. كما أنها تلتقي بصفيحة يانغتسي [الإنجليزية] المتوجهة إلى الشمال الغربي.

## مرجع
1. ↑  Smoczyk، Gregory M.؛ Hayes، Gavin P.؛ Hamburger، Michael W.؛ Benz، Harley M.؛ Villaseñor، Antonio H.؛ Furlong، Kevin P. (2013). "Seismicity of the Earth 1900-2012 Philippine Sea plate and vicinity" (PDF). Reston, VA. DOI:10.3133/ofr20101083m. مؤرشف من الأصل (PDF) في 2022-08-30. {{استشهاد بدورية محكمة}}: الاستشهاد بدورية محكمة يطلب |دورية محكمة= (مساعدة)